# Троебратский
Троебра́тский (каз. Троебрат) — село в Узункольском районе Костанайской области Казахстана. Административный центр и единственный населённый пункт Троебратского сельского округа.
Через село проходит автодорога Костанай — Петропавловск. Железнодорожная станция Пресногорьковская. Код КАТО — 396659100.
К северу от села находится озеро Троебратное, в 3 км к северо-западу от села - оз. Большое Байдачек.

## История

### Предыстория. Хутор Троебратский
Официальная дата основания посёлка — 1954 год — время освоения целины. Однако хутор Троебратский на этом месте был основан в 1900 году крестьянами-выходцами из Верхней Алабуги Чмутовым, Папуловым и Ермаковым. Вероятно, хутор получил своё название от этих трёх крестьян. В то время троебратские и окрестные земли входили в состав Петропавловского уезда Акмолинской области Российской империи. Хутор Троебратский и окрестные хутора, станицы и редуты образовывали Горькую (Тоболо-Ишимскую) укреплённую линию большой Сибирской линии Сибирского казачьего войска.
Во время Гражданской войны поселение, как и соседние казачьи станицы, контролировалось самими атаманами. Красные заняли хутор только к началу сентября 1919 года.

### Советское время. Основание и развитие посёлка
История современного Троебратского начинается после строительства железной дороги и станции Пресногорьковской. Кроме старожильческого населения Горькой линии здесь также обосновались переселенцы из европейской части России. При взаимодействии различных говоров севернорусского типа (вологодских, пермских и др.) в данной местности сложились полноокающие говоры. Бывший хутор превратился в мощный железнодорожный узел. В посёлке были построены зерновой элеватор, нефтебаза, автобаза. Приехали люди из различных частей страны. Рабочий посёлок рос и развивался. Открылись две школы, кинотеатр «Чайка» и поселковая больница.

### Постсоветское время
После распада СССР в 1991 году посёлок захирел. Началась массовая эмиграция, вызванная экономическим упадком. Часть русского населения уехала на этническую родину — в Россию, в основном в ближайшую Курганскую область, а также в Свердловскую, Челябинскую области и другие регионы. Незначительная часть населения уехала в другие населённые пункты Казахстана или другие страны.
С 1 сентября 2013 года было прекращено пригородное железнодородное сообщение с Россией: отменён электропоезд Пресногорьковская — Курган.

## География
Троебратский расположен в Северном Казахстане, в северо-восточной части Костанайской области, на границе её с Северо-Казахстанской областью. На востоке к селу примыкает аул Нурымбет Северо-Казахстанской области. В 20 км к северу от Троебратского проходит граница с Россией.
Южнее села проходит автодорога Костанай — Петропавловск. Между этими городами курсируют автобусы, останавливаясь в Троебратском — в селе есть автостанция.
Через населённый пункт проходит железнодорожная ветка Курган — Новоишимская. Здесь расположена грузо-пассажирская станция Пресногорьковская. Единственный пассажирский поезд, курсирующий через станцию: Пресногорьковская — Павлодар / Павлодар — Пресногорьковская.
Железная дорога делит населённый пункт практически на две равные части. Местные жители называют её «линией», части посёлка по ту сторону железной дороги от своей — «за линией», а жителей другой части села — «залининскими».
Расстояния по автодорогам:
- до границы с Россией — 53 км;
- до районного центра — села Узунколь — 80 км;
- до областного центра — города Костаная — 245 км;
- до ближайшего крупного города России Кургана — 170 км;
- до ближайшего крупного города в Северном Казахстане — Петропавловска — 218 км.

## Население
В 1999 году население села составляло 2634 человека (1248 мужчин и 1386 женщин). По данным переписи 2009 года в селе проживало 2413 человек (1171 мужчина и 1242 женщины).

## В кино
Часть съёмок кинофильма «Встретимся у фонтана» проходила в Троебратном.